# Adelfia
Adelfia is een gemeente in de Italiaanse provincie Bari (regio Apulië) en telt 16.471 inwoners (2022). De oppervlakte bedraagt 29 km2, de bevolkingsdichtheid is 580 inwoners per km2. De gemeente is gevormd in 1927 door het samengaan van de voormalige gemeenten Canneto di Bari en Montrone.

## Geografie
De gemeente ligt op ongeveer 154 meter boven zeeniveau.
Adelfia grenst aan de volgende gemeenten: Acquaviva delle Fonti, Bari, Bitritto, Casamassima, Sannicandro di Bari, Valenzano.